# Gołańcz Pomorska
Gołańcz Pomorska (do 1945 niem. Glansee) – wieś w północno-zachodniej Polsce, położona w województwie zachodniopomorskim, w powiecie gryfickim, w gminie Trzebiatów. We wsi znajduje się agencja pocztowa i remiza Ochotniczej Straży Pożarnej.
Według danych z 31 grudnia 2009 wieś miała 415 mieszkańców.
Miejscowość tworzą dwie jednostki osadnicze odległe od siebie o ok. 2,5 km i połączone ze sobą drogą wojewódzką nr 102. Z zachodniej Gołańczy Pomorskiej odchodzi droga powiatowa nr 0130Z do wsi Gosław.
Gmina Trzebiatów utworzyła dwie osobne jednostki pomocnicza gminy. "Sołectwo Gołańcz Pomorska I" obejmuje zachodnią jednostkę osadniczą, a "Sołectwo Gołańcz Pomorska II" obejmuje wschodnią zwaną potocznie Osiedlem. Mieszkańcy obu jednostek wyłaniają oddzielnie swojego sołtysa i 5-osobową radę sołecką. 
Przez kilka powojennych miesięcy używano nazwy Kościerzyn. W 1947 r. wprowadzono urzędowo nazwę Gołańcz Pomorska, zastępując poprzednią niemiecką nazwę Glansee.
W latach 1946–1998 miejscowość administracyjnie należała do województwa szczecińskiego. W latach 1945–1954 stanowiła siedzibę gminy Gołańcz Pomorska. W latach 1954–1959 wieś należała i była siedzibą władz gromady Gołańcz Pomorska, po jej zniesieniu w gromadzie Trzebiatów. Od 1973 r. miejscowość włączona do gminy Trzebiatów.
Od północnej części wsi rozciąga się obszar specjalnej ochrony ptaków "Wybrzeże Trzebiatowskie".
| Zakres wieku mężczyzn | Mężczyźni | Kobiety | Zakres wieku kobiet |
| --------------------- | --------- | ------- | ------------------- |
| 0–6                   | 20        | 16      | 0–6                 |
| 7–15                  | 26        | 22      | 7–15                |
| 16–19                 | 11        | 16      | 16–19               |
| 20–65                 | 149       | 115     | 20–60               |
| powyżej 65            | 12        | 28      | powyżej 60          |
| Razem (Σ)             | 218       | 197     | (Σ) Razem           |